# Tội phạm ở Bangladesh
Tội phạm ở Bangladesh hoạt động dưới nhiều hính thức như: buôn người, rửa tiền, buôn lậu ma túy, tống tiền, giết người theo hợp đồng, lừa dối, ăn cướp, tham nhũng, chợ đen, bạo lực chính trị, khủng bố, bắt cóc và săn bắt động vật hoang dã trái phép cùng nhiều tội trạng khác.

## Buôn bán ma túy
Bangladesh đóng một vai trò rất quan trọng trong con đường vận chuyển mà túy, theo một báo có thường niên vào năm 2007 của Ủy ban Kiểm soát Ma túy Quốc tế cho biết, Bangladesh là con đường huyết mạch của để vận chuyển ma túy, chủ yếu là heroin, một loại ma túy phổ biến, từ Đông Nam Á sang Châu Âu để tiêu thụ một cách bất hợp pháp. Trong báo cáo có nhắc đến việc kiểm soát biên giới lỏng lẻo, đã khiến cho việc vẫn chuyển ma túy từ Bangladesh sang Ấn Độ khá dễ dàng. Ma túy thường được vẫn chuyển vào Bangladesh từ Pakistan bằng phương tiện vận tải, và được vẫn chuyển sang các quốc gia khác như: Ấn Độ và Myanmar cũng tương tự như thế. Theo ước tính có khoảng 10,000 người tham gia vào việc buôn ma túy ở Bangladesh.